# چارک‌ها و ناحیه‌های شکم

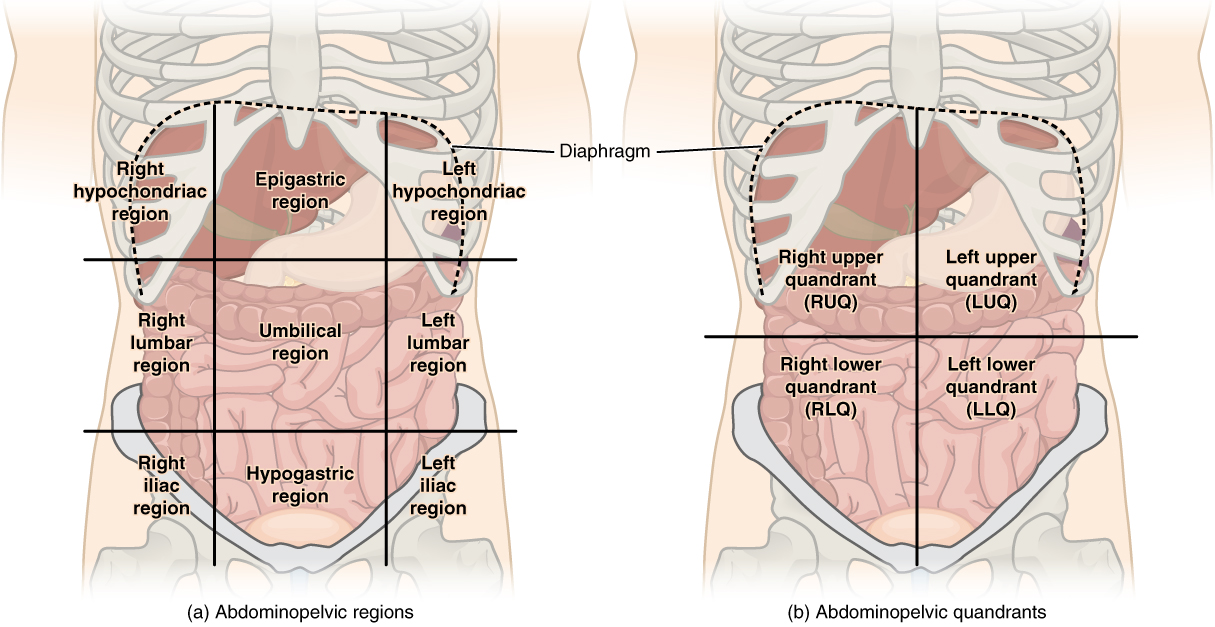
مناطق کنار هم در سمت چپ در مقایسه با چارک‌ها در سمت راست

شکم انسان توسط کالبدشناسان و پزشکان به منظور مطالعه، تشخیص و درمان به چارک‌ها و مناطق تقسیم می‌شود. تقسیم به چهار چارک اجازه می‌دهد تا درد و حساسیت، جوشگاه‌ها، توده‌ها و دیگر موارد مورد علاقه را مشخص کند و اندام‌ها و بافت‌ها را درگیر کند. چارک به عنوان چارک تحتانی چپ، چارک فوقانی چپ، چارک فوقانی راست و چارک تحتانی راست گفته می‌شود. این اصطلاحات در کالیدشناسی مقایسه‌ای استفاده نمی‌شوند، زیرا اکثر جانوران دیگر به حالت ایستاده نمی‌ایستند.

## چارک‌ها

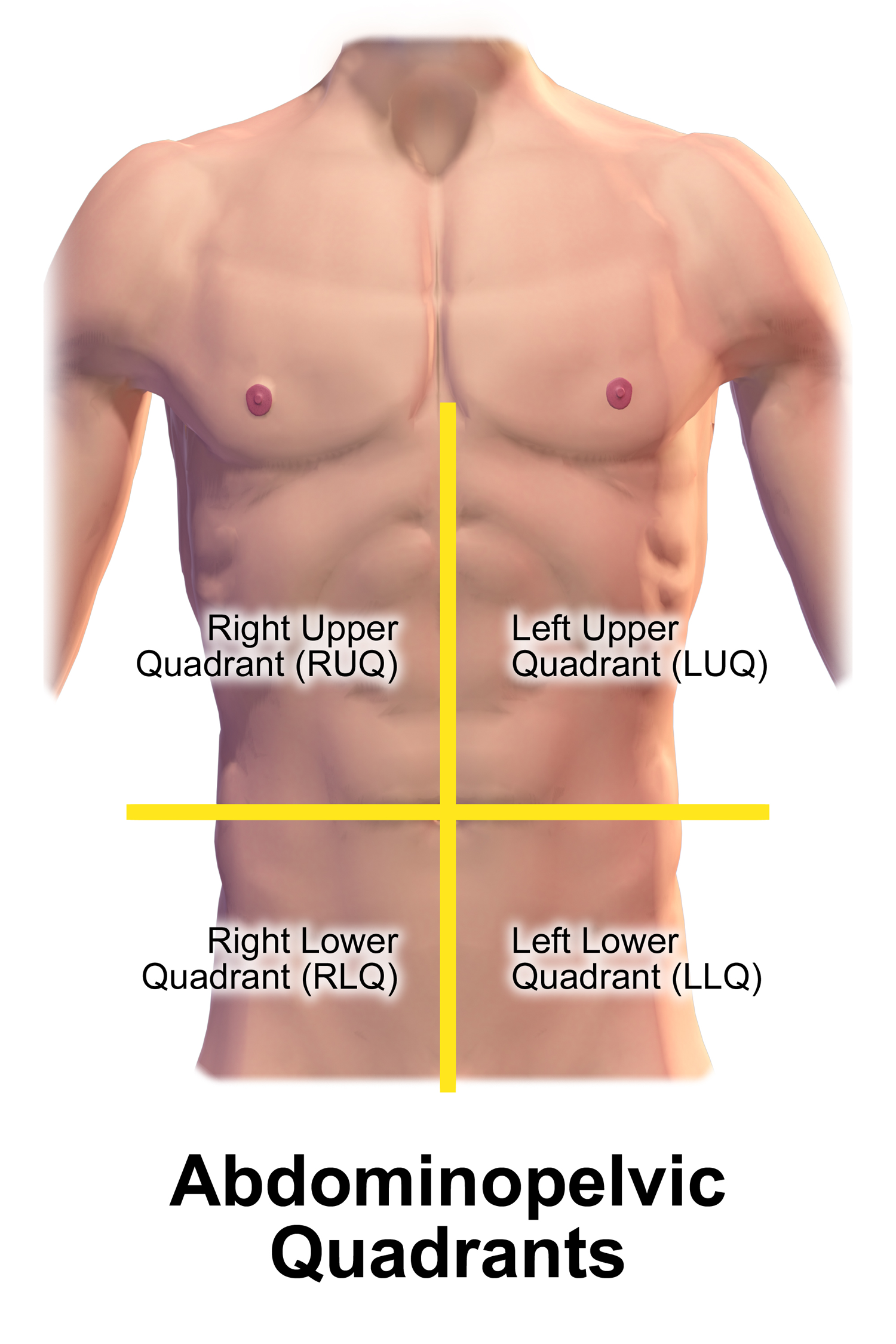
چارک‌های شکم

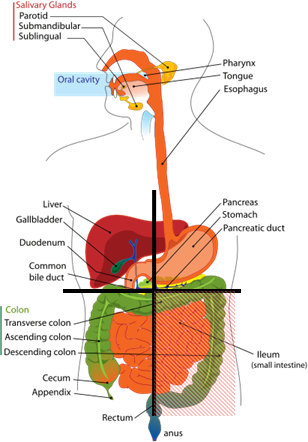
نموداری که نشان می‌دهد کدام اندام‌ها (یا بخش‌هایی از اندام‌ها) در هر چارک شکم قرار دارند

چارک فوقانی راست (RUQ) از صفحه میانی به سوی راست بیمار و از صفحه ناف به سوی قفسه سینه راست امتداد می‌یابد. اصطلاح معادل برای جانوران چارک قدامی راست است. اندام‌های مهم در اینجا عبارتند از:
- کور روده
- آپاندیس
- روده بزرگ صعودی
- تخمدان راست و لوله رحم
- میزنای راست

چارک فوقانی چپ (LUQ) از صفحه میانی به سوی چپ بیمار و از صفحه ناف به سوی قفسه سینه چپ امتداد می‌یابد. اصطلاح معادل برای جانوران چارک قدامی چپ است. اندام‌های مهم در اینجا عبارتند از:
- معده
- طحال
- لوب چپ کبد
- بدن پانکراس
- کلیه چپ و غده فوق کلیوی
- خم شدن طحال روده بزرگ
- قسمت‌های کولون عرضی و نزولی

چارک تحتانی چپ (LLQ) شکم انسان ناحیه سمت چپ خط وسط و زیر ناف است. LLQ شامل حفره تهیگاهی چپ و نیمی از ناحیه پهلوی چپ است. اصطلاح معادل برای جانوران چارک خلفی چپ است. اندام‌های مهم در اینجا عبارتند از:
- کبد
- کیسه صفرا با درخت صفراوی
- دوازدهه
- سر لوزالمعده
- کلیه راست و غده فوق کلیوی
- خم شدن کبدی کولون

چارک تحتانی راست (RLQ) از صفحه میانی به سوی راست بیمار و از صفحه ناف به رباط کشاله ران راست امتداد می‌یابد. اصطلاح معادل برای جانوران چارک راست خلفی است. اندام‌های مهم در اینجا عبارتند از:
- کولون نزولی و کولون سیگموئید
- تخمدان چپ و لوله فالوپ
- حالب چپ

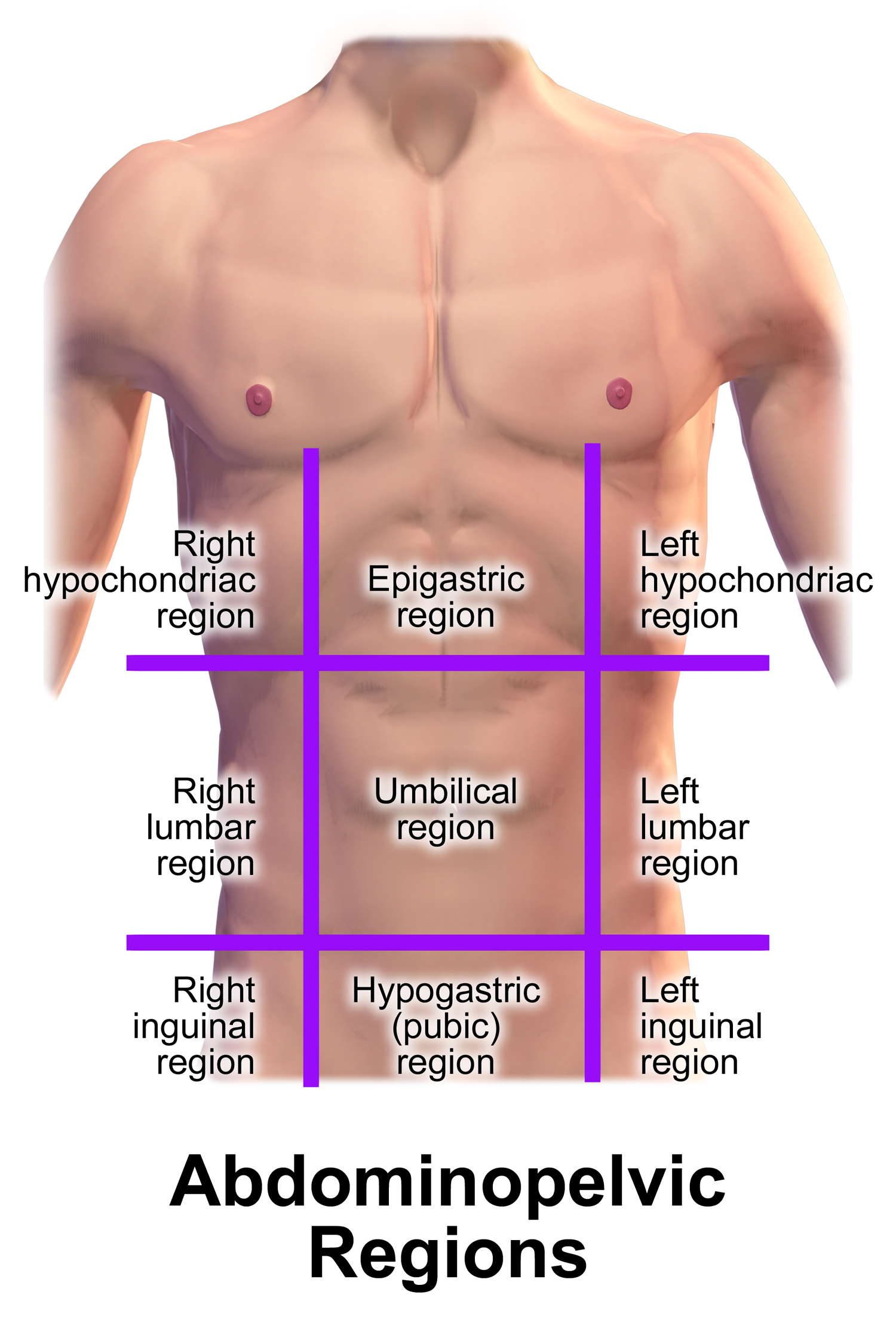
ناحیه‌های شکم

۹ ناحیه شکم را می‌توان با استفاده از دو خط تقسیم افقی و دو خط عمودی مشخص کرد. خطوط عمودی خطوط میانی ترقوه هستند که از وسط هر ترقوه گرفته شده‌اند. خط افقی بالایی خط زیر دنده‌ای است که از قسمت‌های تحتانی پایین‌ترین غضروف‌های دنده‌ای گرفته شده است. خط افقی پایینی خط بین‌غدهای است که توبرکل‌های لگن را به هم متصل می‌کند.
سه ناحیه اصلی که در مرکز قرار دارند عبارتند از: ناحیه اپی‌گاستر، ناحیه ناف و ناحیه شرمگاه که به نام ناحیه شرمگاهی نیز شناخته می‌شود.
در طرفین شکم، شش ناحیه دیگر، ناحیه هیپوکندری چپ و راست، در دو طرف اپی‌گاستر هستند. ناحیه پهلوی کمری چپ و راست، در دو طرف ناحیه ناف، و ناحیه کشاله ران چپ و راست در دو طرف هیپوگاستریم.